# Requiemhaie
Die Requiemhaie (Carcharhinidae) bilden eine zur Ordnung der Grundhaie (Carcharhiniformes) gehörige Familie von Haien (Selachii). Manchmal werden sie auch als Menschenhaie oder Grauhaie bezeichnet, obwohl letztere Bezeichnung auch für die Familie der Kammzähnerhaie gebraucht wird, oder sie werden nach dem Namen der Ordnung Grundhaie genannt. Requiemhaie kommen weltweit in allen Meeresgewässern der tropischen und gemäßigten Breiten vor und finden sich auch im Brackwasser, zum Beispiel vor Flussmündungen, und Süßwasser. Ihr wissenschaftlicher Name leitet sich aus dem Griechischen von karcharos, „scharf“ und rhis (Genitiv rhinos), „Nase“ ab. Der jetzige deutsche Name stammt aus dem Amerikanischen, durch Volksetymologie vom französischen Wort requin für „Hai“.

## Aussehen und Merkmale
Die meist zwischen einem und bis zu acht Meter langen, graubraun gefärbten Requiemhaie besitzen eine Afterflosse und zwei Rückenflossen, von denen die vordere größer ist als die hintere, und zeichnen sich zudem durch fünf Kiemenspalten, rundliche Augen mit speziellen Augenlidern und klingenartige einspitzige Zähne aus.

## Lebensweise
Requiemhaie sind starke Schwimmer und ernähren sich räuberisch von verschiedenen Fischen, darunter anderen Haien, sowie von Tintenfischen, Krebstieren, Schildkröten und Meeressäugern wie Robben und gelegentlich von Seevögeln.
Die Weibchen sind lebendgebärend.

## Stammesgeschichte
Die engsten Verwandten der Gruppe sind vermutlich die Wieselhaie (Hemigaleidae). Aus der erdgeschichtlichen Periode des Paläozän sind mit Abdounia und Danogaleus die ersten Fossilien bekannt, unter anderem entdeckt im Ouled-Abdoun-Becken in Marokko.

## Systematik

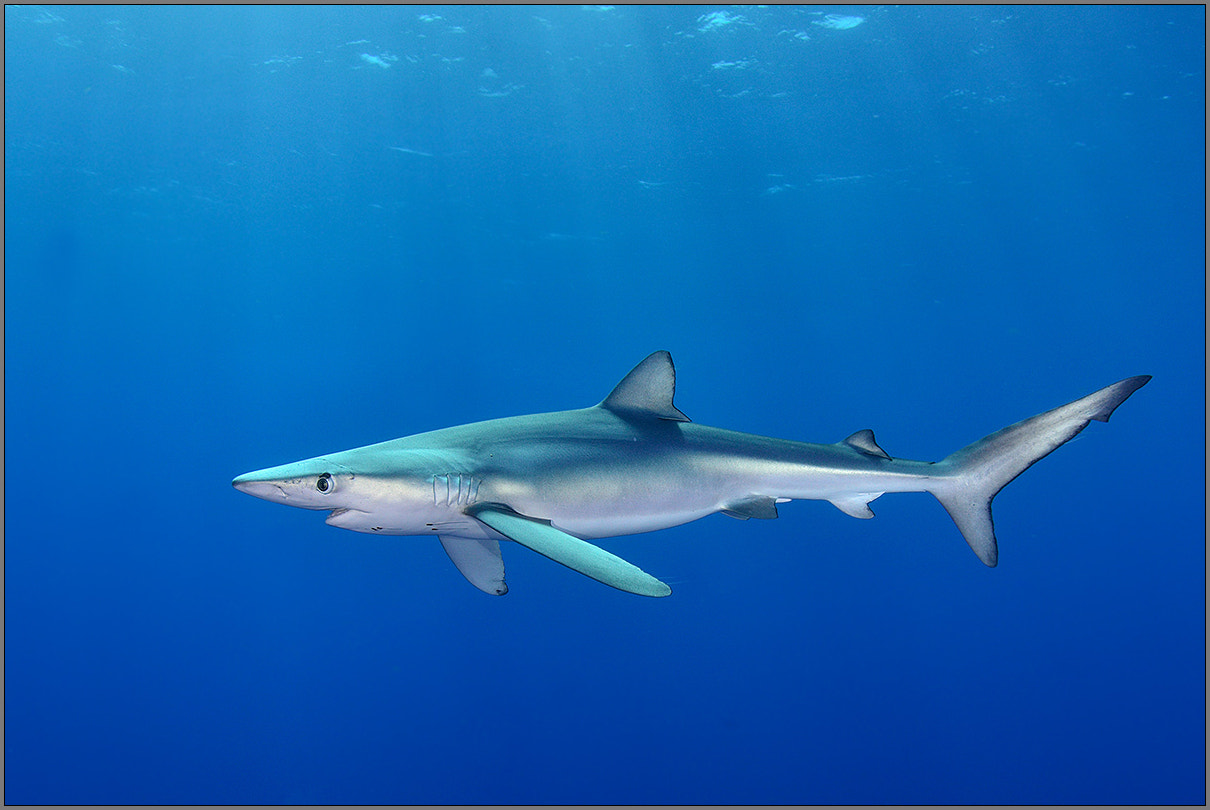
Ein Blauhai

Man unterscheidet in der Familie insgesamt zwölf Gattungen mit fast 60 Arten, von denen die Gattung Carcharhinus mit 38 Arten die größte ist. In diese wird zum Beispiel der Schwarzspitzen-Riffhai (Carcharhinus melanopterus) gestellt.
- Familie Requiemhaie (Carcharhinidae), auch Blau-, Grau-, Grund- oder Menschenhaie
  - Carcharhinus Blainville, 1816
    - Schwarznasenhai (Carcharhinus acronotus (Poey, 1860))
    - Silberspitzenhai (Carcharhinus albimarginatus (Rüppell, 1837))
    - Großnasenhai (Carcharhinus altimus (Springer, 1950))
    - Graziler Hai (Carcharhinus amblyrhynchoides (Whitley, 1934))
    - Grauer Riffhai (Carcharhinus amblyrhynchos (Bleeker, 1856))
    - Schweinsaugenhai oder Javahai (Carcharhinus amboinensis (Müller & Henle, 1839))
    - Borneohai (Carcharhinus borneensis (Bleeker, 1858))
    - Bronzehai (Carcharhinus brachyurus (Günther, 1870))
    - Großer Schwarzspitzenhai (Carcharhinus brevipinna (Müller & Henle, 1839))
    - Nervöser Hai (Carcharhinus cautus (Whitley, 1945))
    - Carcharhinus cerdale Gilbert, 1898
    - Carcharhinus coatesi (Whitley, 1939)[4]
    - Weißwangenhai (Carcharhinus dussumieri (Müller & Henle, 1839))
    - Seidenhai (Carcharhinus falciformis (Müller & Henle, 1839))
    - Walbuchthai (Carcharhinus fitzroyensis (Whitley, 1943))
    - Galapagoshai (Carcharhinus galapagensis (Snodgrass & Heller, 1905))
    - Blauhai (Carcharhinus glaucus (Linnaeus, 1758))[3]
    - Pondicherryhai (Carcharhinus hemiodon (Müller & Henle, 1839))
    - Carcharhinus humani White & Weigmann, 2014[5]
    - Feinzahnhai (Carcharhinus isodon (Müller & Henle, 1839))
    - Glattzahn-Schwarzspitzenhai (Carcharhinus leiodon Garrick, 1985)
    - Bullenhai oder Stierhai (Carcharhinus leucas (Müller & Henle, 1839))
    - Kleiner Schwarzspitzenhai (Carcharhinus limbatus (Müller & Henle, 1839))
    - Weißspitzen-Hochseehai (Carcharhinus longimanus (Poey, 1861))
    - Hartnasenhai (Carcharhinus macloti (Müller & Henle, 1839))
    - Carcharhinus macrops Liu, 1983
    - Schwarzspitzen-Riffhai (Carcharhinus melanopterus (Quoy & Gaimard, 1824))
    - Schwarzhai oder Düsterer Hai (Carcharhinus obscurus (Lesueur, 1818))
    - Dolchnasenhai (Carcharhinus oxyrhynchos (Müller & Henle, 1839))[3]
    - Karibischer Riffhai (Carcharhinus perezii (Poey, 1876))
    - Sandbankhai (Carcharhinus plumbeus (Nardo, 1827))
    - Atlantischer Zwerghai (Carcharhinus porosus (Ranzani, 1839))
    - Schwarzfleckhai (Carcharhinus sealei (Pietschmann, 1913))
    - Atlantischer Nachthai (Carcharhinus signatus (Poey, 1868))
    - Fleckzahnhai oder Sorrahhai (Carcharhinus sorrah (Müller & Henle, 1839))
    - Australischer Schwarzspitzenhai (Carcharhinus tilstoni (Whitley, 1950))
    - Carcharhinus tjutjot (Bleeker, 1852)[4]

  - Flusshaie (Glyphis Agassiz, 1843)
    - Gangeshai (Glyphis gangeticus (Müller & Henle, 1839))
    - Speerzahnhai (Glyphis glyphis (Müller & Henle, 1839))
    - Irrawaddy-Flusshai (Glyphis siamensis (Steindachner, 1896))
    - Glyphis garricki Compagno, White, & Last, 2008[6]
    - Borneo-Flusshai (Glyphis fowlerae Compagno, White & Cavanagh, 2010)[7]

  - Breitflossenhaie (Lamiopsis Gill, 1862)
    - Breitflossenhai (Lamiopsis temmincki (Müller & Henle, 1839))
    - Borneo-Breitflossenhai (Lamiopsis tephrodes (Fowler, 1905))[8]

  - Loxodon Müller & Henle, 1838
    - Schlitzaugenhai (Loxodon macrorhinus Müller & Henle, 1839)

  - Nasolamia Compagno & Garrick, 1983
    - Weißnasenhai (Nasolamia velox (Gilbert in Jordan & Evermann, 1898))

  - Zitronenhaie (Negaprion Whitley, 1940)
    - Sichelflossen-Zitronenhai (Negaprion acutidens (Rüppell, 1837))
    - Zitronenhai (Negaprion brevirostris (Poey, 1868))

  - Scharfnasenhaie (Rhizoprionodon Whitley, 1929)
    - Milchhai (Rhizoprionodon acutus (Rüppell, 1837))
    - Brasilianischer Scharfnasenhai (Rhizoprionodon lalandii (Müller & Henle, 1839))
    - Pazifischer Scharfnasenhai (Rhizoprionodon longurio (Jordan & Gilbert, 1882))
    - Grauer Scharfnasenhai (Rhizoprionodon oligolinx Springer, 1964)
    - Karibischer Scharfnasenhai (Rhizoprionodon porosus (Poey, 1861))
    - Australischer Scharfnasenhai (Rhizoprionodon taylori (Ogilby, 1915))
    - Atlantischer Scharfnasenhai (Rhizoprionodon terraenovae (Richardson, 1836))

  - Scoliodon Müller & Henle, 1837
    - Spatennasenhai (Scoliodon laticaudus (Müller & Henle, 1838))
    - Scoliodon macrorhynchos (Bleeker, 1858)[9]

  - Triaenodon Müller & Henle, 1837
    - Weißspitzen-Riffhai (Triaenodon obesus (Rüppell, 1837))

Der bis 2021 zu den Requiemhaien gehörende Tigerhai (Galeocerdo cuvier) wird seit 2022 in eine eigenständige, monotypische Familie gestellt, die Galeocerdonidae.